# Zębiełek lankijski
Zębiełek lankijski (Crocidura hikmiya) – gatunek owadożernego ssaka z rodziny ryjówkowatych (Soricidae). Gatunek odkryty w 2007 roku w rezerwacie leśnym Sinharaja na Sri lance. Gatunek rozpoznano zarówno na podstawie badań morfologicznych oraz sekwencji danych mitochondrialnego DNA. Analiza filogenetyczna sugeruje że C. hikmiya jest taksonem siostrzanym dla C. miya. Dystans genetyczny na podstawie badań fragmentu genu cytochromu b wynosi 9,7-10,1%. Morfologicznie C. hikmiya różni się o siostrzanego gatunku m.in. krótszym ogonem, kłykciami wystającymi poza margines mózgoczaszki, zaokrągleniem kości w tylnej krawędzi szczęki. C. hikmiya zamieszkuje tereny przejściowe między nizinną, wiecznie wilgotną roślinnością a górskimi lasami tropikalnymi. W Czerwonej księdze gatunków zagrożonych Międzynarodowej Unii Ochrony Przyrody i Jej Zasobów został zaliczony do kategorii niższego ryzyka EN (zagrożony wymarciem). Najprawdopodobniej głównym zagrożeniem jest degradacja środowiska zamieszkiwanego przez ten gatunek, poprzez przekształcanie tego terenu na potrzeby rolnictwa.